# زبان‌های یوتو-آزتک
زبان‌های یوتو-آزتک بزرگ‌ترین خانوادهٔ زبانی بومیان آمریکای شمالی (سرخ‌پوستان)، هم از نظر تعداد گویشور و هم از نظر جغرافیایی است. گویشوران این زبان در قسمت‌های گسترده‌ای از غرب آمریکا، جنوب، غرب و مرکز مکزیک یافت می‌شوند.